# BMW na dirkah 24 ur Le Mansa
24 ur Le Mansa (francosko 24 Heures du Mans) je najznamenitejša vsakoletna vzdržljivostna avtomobilistična dirka na svetu, ki od l.1923 poteka na dirkališču Circuit de la Sarthe blizu Le Mansa, Francija. Dolžina steze je 13,629 km.
- Sezona 1939:

BMW je nastopil z dirkalnikom BMW 328 Touring Coupe in zmagal v razredu 2.0 (skupina od 1501 do 2000 cm³ prostornine).
- Sezona 1973:

Dirkali so z dirkalnikom BMW 3.0 CSL prostornine 3331 cm³ in zmagali v skupini T5.0 (skupina Touring do 5000 cm³ prostornine).
- Sezona 1974:

Enak uspeh so ponovili v tej sezoni z dirkalnikom BMW 3.0 CSL prostornine 3498 cm³ v skupini T (skupina Tourisme Special).
- Sezona 1975:

Z dirkalnikom BMW 2002 Ti so zmagali v skupini T (skupina Touring).
- Sezona 1976:

Enak uspeh so ponovili z dirkalnikom BMW 3.0 CSL prostornine 3003 cm³ in zmagali v skupini T.
- Sezona 1977:

Z dirkalnikom BMW 3.0 CSL so zmagali v skupini IMSA GT (skupina IMSA).
- Sezona 1981:

Dvolitrski štirivaljnik so posodili ekipi Lola T298-BMW, ki je zmagala v skupini S2.0 (športni do 2000 cm³ prostornine).
- Sezona 1984:

Z dirkalnikom BMW M1 so zmagali v skupini B.
- Sezona 1985:

Enak uspeh so ponovili v tej sezoni z dirkalnikom BMW M1 in zmagali v skupini B.
- Sezona 1995:

BMW je posodil 12 valjni 6064 cm³ motor BMW S70 6.1L V12 dirkalniku McLaren F1 GTR. Dirkači Yannick Dalmas, Masanori Sekiya in Jyrki Juhani Järvilehto so zmagali skupno.
- Sezona 1997:

To sezono so posodili motor dirkalniku McLaren F1 GTR z 12 valjnim motorjem prostornine 5990 cm³ in zmagali v skupini GT1 (Le Mans GT-1).
- Sezona 1999:

BMW je zmagal skupno na dirki z dirkalnikom BMW V12 LMR in izboljšanim motorjem prostornine 5990 cm³ z oznako BMW S70/3 6.0L V12. Imel je 12 valjnik z 467 kW (635 KM) moči pri 8000 obratih ter zmogel 670 Nm navora pri 5000 obratih. Moštvo Team BMW Motorsport so sestavljali dirkači Joachim Winkelhock, Yannick Dalmas in Pierluigi Martini.